# Niewyraźność
Niewyraźność – jeden z błędów logiczno-językowych, którym obciążone są nazwy i wyrażenia przy pomocy nazw niewyraźnych skonstruowane.
Nazwę nazywamy niewyraźną wtedy i tylko wtedy, gdy ze względu na stan wiedzy o jej desygnatach nie potrafimy wskazać na taki zbiór cech, za pomocą których możemy ją jednoznacznie scharakteryzować (czyli, nie potrafimy wskazać na jej treść charakterystyczną). 
Przykłady nazw niewyraźnych: „świadomość”, „proces psychiczny”, „wola”, „sprawiedliwość”. Jednym z prostszych narzędzi logicznych usuwania tej wady jest definicja regulująca.
Bardzo często z tym błędem logiczno-językowym występuje i inny taki błąd zwany nieostrością, bowiem jeśli nie potrafimy wskazać zbioru cech, za pomocą których daną nazwę charakteryzujemy, to automatycznie nie potrafimy wskazać klasy przedmiotów pod zakres danej nazwy podpadających. 

## Literatura
- Tadeusz Kwiatkowski, Logika ogólna, Wydawnictwo UMCS, Lublin 1988.